# Сталинский округ
Сталинский округ (укр. Сталінська округа) — единица административного деления Украинской ССР, существовавшая с апреля 1923 по июль 1930 года. 
Административный центр — город Сталино.

## История
Образован в 1923 году в составе Донецкой губернии под названием Юзовский округ. В 1924 году округ переименован в Сталинский. В июне 1925 года губернии на Украине были упразднены, и округ перешёл в прямое подчинение Украинской ССР.
Округ упразднён в июле 1930, как и большинство округов СССР. Районы переданы в прямое подчинение Украинской ССР.
По данным переписи 1926 года численность населения составляла 653,3 тыс. человек. В том числе украинцы — 53,3 %; русские — 34,3 %; греки — 5,1 %; немцы — 2,2 %; евреи — 2,0 %.

## Административное деление
По данным на 1 января 1926 года делился на 12 районов: Авдеевский, Амвросиевский, Андреевский, Больше-Янисольский, Григорьевский, Макеевский, Марьинский, Павловский, Селидовский, Стыльский, Харцызский и Чистяковский.